# Lengua de señas chilena
La lengua de señas chilena (LSCh) es la lengua de señas oficial que utilizan para comunicarse las personas sordas en Chile. Es una lengua con un léxico, gramática y síntaxis propios. No confundir con la mímica o la lectura de labios.
El término que se emplea en LSCh para nombrar a la lengua es «señas», el mismo que se usa para referirse a cualquier sistema de signos usado por sordos.

## Reconocimiento
La Ley N° 20.422 que establece normas sobre igualdad de oportunidades e inclusión social de personas con discapacidad, reconoce a personas con discapacidad auditiva, sordas y sordociegas y a la comunidad sorda como una minoría lingüística y cultural.

Artículo 6º.- Para los efectos de esta ley, se entiende por:

    g) Persona con discapacidad auditiva: Aquella que, debido a su funcionalidad auditiva reducida o inexistente, producida por enfermedad, accidente o vejez, en la interacción con el entorno se enfrenta a barreras que impiden su acceso a la información y comunicación auditiva oral dadas por la lengua mayoritaria.
h) Persona sorda: Aquella que, a partir de su funcionalidad auditiva reducida o inexistente, adquirida desde su nacimiento o a lo largo de su vida, se ha desarrollado como persona eminentemente visual, tiene derecho a acceder y usar la lengua de señas, a poseer una cultura sorda e identificarse como miembro de una comunidad lingüística y cultural minoritaria.
i) Comunidad sorda: Grupo de personas que constituyen una minoría lingüística y cultural, conformado principalmente por personas sordas y organizaciones de personas sordas de cualquier tipo, en la que también pueden participar las personas con discapacidad auditiva y las personas oyentes que comparten la lengua y la cultura de las personas sordas.
j) Persona sordociega: aquella que, debido a sus funcionalidades auditivas y visuales reducidas o inexistentes, simultáneamente presentes, constituye una discapacidad única, que, al interactuar con diversas barreras presentes en el entorno, ve impedida o restringida su comunicación, movilización, participación plena y efectiva en la sociedad, acceso a la información y al entorno en igualdad de condiciones con las demás.
k) Guía intérprete: persona que desempeña la función de intérprete y guía de las personas sordociegas, con amplios conocimientos de los sistemas de comunicación oficial ajustados a sus necesidades.
Ley Chile. Biblioteca del Congreso Nacional

A su vez, en el artículo 26 se establece la lengua de señas chilena como lengua natural, originaria y patrimonio intangible de las personas sordas, junto al reconocimiento de su carácter de lengua oficial de las personas sordas por parte del Estado.

Artículo 26.- La lengua de señas chilena es la lengua natural, originaria y patrimonio intangible de las personas sordas, así como también el elemento esencial de su cultura e identidad individual y colectiva. El Estado reconoce su carácter de lengua oficial de las personas sordas.
    El Estado reconoce y se obliga a promover, respetar y a hacer respetar, de conformidad con la Constitución, las leyes y los tratados internacionales ratificados por Chile y que se encuentren vigentes, los derechos culturales y lingüísticos de las personas sordas, asegurándoles el acceso a servicios públicos y privados, a la educación, al mercado laboral, la salud y demás ámbitos de la vida en sociedad en lengua de señas.
Artículo 26 bis.- La enseñanza de la lengua de señas será realizada preferentemente por personas sordas calificadas. Un reglamento dictado por el Ministerio de Educación y el Ministerio de Desarrollo Social y Familia regulará las condiciones, requisitos y calificaciones necesarias para la enseñanza de la lengua de señas.
Ley Chile. Biblioteca del Congreso Nacional

Entre otras implicancias de esta ley, el artículo 25 incluye el deber de incluir subtítulos y lengua de señas en campañas de servicio público de telecomunicaciones: propaganda electoral, debates presidenciales, cadenas nacionales, informativos de la ONEMI y bloques noticiosos en función de situaciones de emergencia o calamidad pública; y el artículo 34 incluye la garantía de acceso a la educación mediante la lengua de señas como primera lengua, y el español escrito como segunda lengua.
Por otro lado, desde el Ministerio de Educación de Chile se ha promovido la educación y acceso a la lengua de señas tanto para personas sordas como oyentes a través de la creación del Diccionario Bilingüe Lengua de Señas Chilena-Español, entre otros recursos como cuentos infantiles y cápsulas educativas en LSCh. 

## Alfabeto dactilológico en LSCh

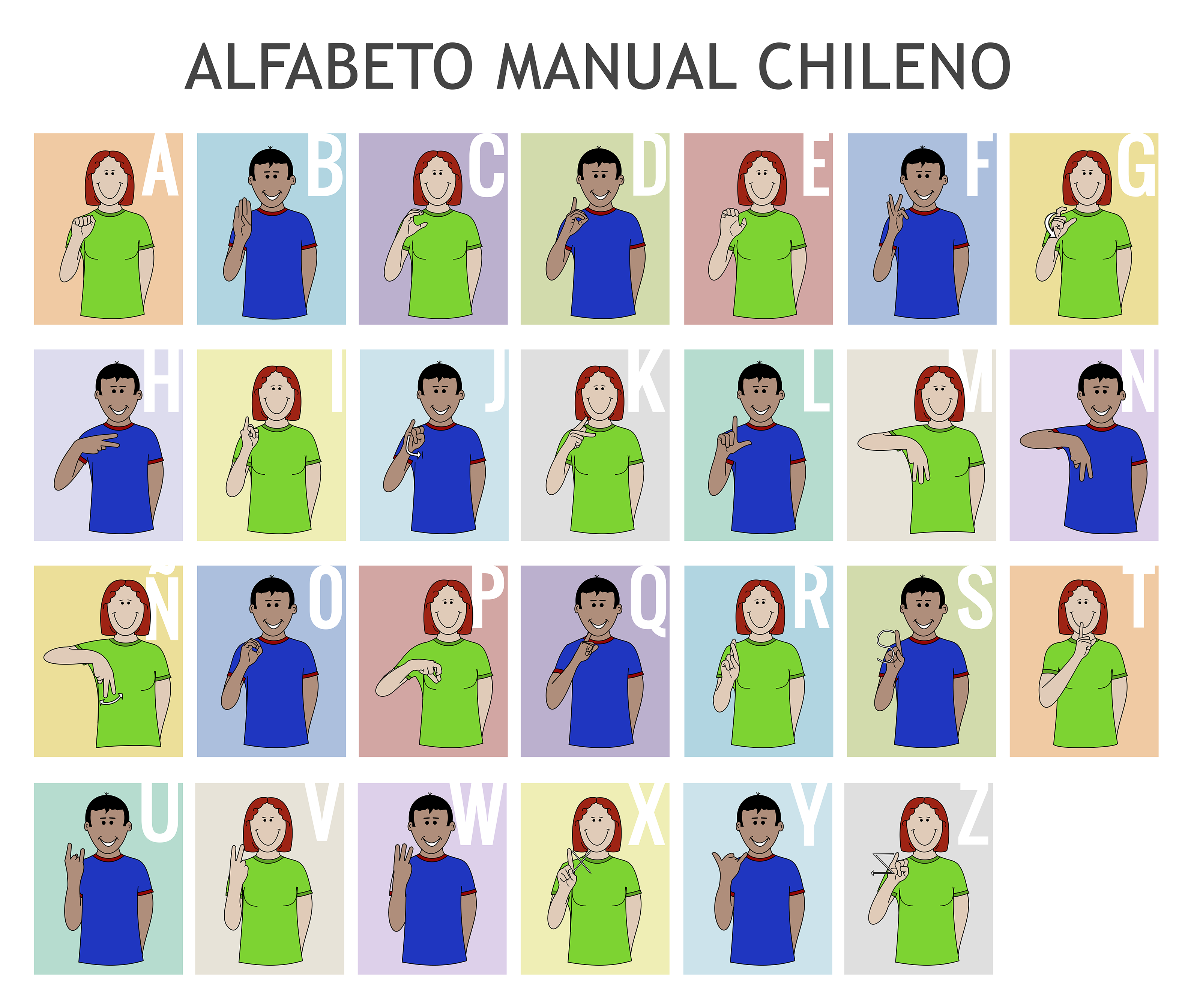
Lengua de señas chilena.

Está compuesto por 27 letras, mediante las cuales es posible conformar, por deletreo manual, cualquier palabra. Las personas sordas utilizan el alfabeto manual para deletrear palabras para las que no existe seña, como por ejemplo nombres propios, siglas o neologismos.

## La cultura del sordo
En Chile, la mayoría aún cree que la sordera es solo una limitación física y no parte de una identidad cultural[cita requerida]; es decir, un "grupo-cultura" orgulloso y distinto[cita requerida] llamado Comunidad Sorda.
Esta comunidad cultural está compuesta por personas que tienen como forma de comunicación primaria (lengua materna) la lengua de señas, además de haber desarrollado una vida y costumbres diferenciales por más de medio siglo[cita requerida].
Con la idea de resolver sus necesidades, la gente Sorda, con la ayuda de los oyentes, ha formado una red nacional de asociaciones de distintas categorías: atléticas, dramáticas, estudiantiles, literarias, solidarias y también religiosas[cita requerida].

## Clasificación, características y valores de la cultura sorda
Algunos lingüistas[¿quién?] han hecho una especie de clasificación de las características y los valores de la Cultura de los Sordos y enumeran como más comunes e importantes los siguientes:[cita requerida]
- El ser miembro de la comunidad sorda tiene como base la sordera.
- La mayoría de los sordos tiene altamente desarrollada una memoria visual de lo que sucede a su alrededor.
- Hay un conjunto específico de normas sociales, de manera que los miembros siguen algunos hábitos sociales diferentes a los de la sociedad general.
- Cuando los sordos se comunican entre sí generalmente no usan su voz, únicamente lo hacen con los oyentes; incluso muchos sordos no hacen nunca uso de la lengua oral.
- Seña de identidad, apodo o alias, las personas sordas no se reconocen por nombres, sino por una seña de característica física, psíquica o hábitos. Este es en general colocado por un grupo de personas sordas, que la acuerdan y buscan reconocer por cierta circunstancia, no se usa el nombre de pila de la persona.
- Para llamar la atención de un sordo se realizan acciones visuales, tales como agitar la mano, golpear ligeramente el hombro, encender y apagar la luz, etc. (adaptaciones visuales).
- Los sordos se comunican con lengua de señas al mismo tiempo que comen.
- Para sustituir los instrumentos domésticos sonoros (despertadores, alarmas, timbres, etc.), utilizan dispositivos luminosos o vibratorios especiales.
- Utilizan teléfonos celulares para comunicarse por medio de mensajes de texto (SMS).